# Новий суспільний договір
Новий суспільний договір (нід. Nieuw Sociaal Contract, [niu̯ soːˈʃaːl kɔnˈtrɑkt]; NSC) — політична партія в Нідерландах, заснована та очолювана Пітером Омцігтом. Партія має намір зосередитися таких головних темах як належне урядування та соціальне забезпечення.

## Історія партії
На початку 2021 року Омтцігт написав маніфест «Новий суспільний договір» з ідеями для Християнсько-демократичного заклику (ХДЗ), партії, від якої він на той час був членом у Палаті представників. Після розбрату зі своєю партією через призначення Вопке Гукстри лідером партії та записки "Position Omtzigt, function elsewhere", яка просочилася під час формування кабінету міністрів 2021-2022 років, він вийшов зі складу ХДЗ у червні 2021 року і продовжив свою діяльність одноосібно у вересні того ж року.
Після оголошення загальних парламентських виборів у Нідерландах у 2023 році після падіння четвертого кабінету Рютте, 19 серпня 2023 року Омтцігт заснував партію "Новий соціальний договір" (НСД). Його маніфест 2021 року став основою для ідеології нової партії. 20 серпня 2023 року Омтцігт оголосив у газеті Tubantia, що він не прагне, щоб НСД стала найбільшою партією на загальних виборах у листопаді того ж року. Він також сказав, що якщо це станеться, він не хоче заздалегідь ставати прем'єр-міністром, а хоче залишитися лідером партії в Палаті представників. Після того, як був представлений список кандидатів від партії у вересні 2023, Омтцігт змінив думку і більше не виключав свого прем'єрства.
Відомий діяч ХДЗ Едді ван Хіджум став головою комітету, який має написати маніфест партії напередодні загальних виборів 2023 року. Колишній кандидат від VVD Онно Аерден був представлений як речник нової партії 12 вересня 2023 року, але через кілька годин пішов у відставку, коли з'явився твіт, в якому він назвав Фермерсько-громадянський рух (BBB) "пухлиною, що руйнує крихку демократію зсередини". 2 жовтня НСД оголосив про відставку свого співзасновника і першого голови Хайна Піпера, після того, як минулі звинувачення у зловживанні владою знову з’явилися.
До 28 серпня 2023 року партія пропонувала людям, які підтримують принципи партії, можливість подати онлайн-заявку на місце в Палаті представників. Пізніше стало відомо, що зареєстровано близько 2400 кандидатів. НСД представив список із 44 відібраних кандидатів 26 вересня 2023 року. До нього увійшли кілька колишніх членів парламенту, таких як Ніколієн ван Вронховен-Кок, Едді ван Хіджум, Вітске Постма та Фолькерт Ідсінга, а також люди без політичного досвіду, зокрема суддя, експерт з питань пенсійного забезпечення, прокурор, колишній посол, мікробіолог/колумніст, директор житлової корпорації, державні службовці та бізнесмени.

## Ідеологія та позиції
Концепцію НСД описують як антиістеблішментську, християнсько-демократичну та близьку до комунітарної філософії. Стаття 2 статуту партії говорить про «особисту відповідальність, сім’ю та громади та розподілену приватну власність» як основоположні принципи, тоді як супровідна програма принципів згадує такі поняття, як персоналізм, етика чеснот і соціально-орієнтована ринкова економіка.
Належне врядування та соціальне забезпечення є першочерговими завданнями партії. Політика щодо належного врядування включає створення конституційного суду та запровадження регіональної виборчої системи, подібної до шведської. Що стосується соціального забезпечення, партія пропонує переглянути прожитковий мінімум, щоб допомогти малозабезпеченим.
Відповідаючи на запитання, з якими політичними партіями НСД не буде працювати в майбутньому коаліційному уряді, лідер партії Омтцігт назвав "Форум за демократію" (FvD)  і Партію свободи (PVV), оскільки, на його думку, вони не відповідають "основним умовам верховенства права". Однак він додав, що якщо ці партії звернуть свою увагу до актуальних питань, таких як проблеми міграції і так звана "карусель робочих місць" (baantjescarrousel) в голландській вищій державній службі, то до них слід ставитися серйозно.

## Електорат
За даними дослідника ринку I&O Research, НСД може залучити виборців від партій з усього політичного спектру, включаючи Соціалістичну партію, JA21, BBB і PVV. Опитування станом на кінець серпня 2023 року показують, що це найпопулярніша партія, 40% її електорату походить від BBB, що зменшує частку голосів цієї партії більш ніж на третину. 

## Керівництво

### Лідер партії
- Пітер Омцігт (з 19 серпня 2023 р.)

### Голова партії
- Хайн Піпер (24 серпня 2023 – 2 жовтня 2023) [31]
- Берт ван Боггелен (в.о., з 2 жовтня 2023 р.)

## Дивись також
- Теорія суспільного договору